# La voce del destino
La voce del destino è un romanzo di Marco Buticchi, pubblicato da Longanesi nel 2011.
Nel 2012 il libro ha vinto il Premio Emilio Salgari e si è classificato secondo al Premio Bancarella, dietro solo a Il mercante di libri maledetti di Marcello Simoni.

## Trama
Un'anziana clochard viene aiutata da Oswald Breil e Sara Terracini dopo una brutale aggressione. Sotto i miseri panni di Mel si nasconde da quarant'anni un soprano che aveva avuto grande fama e che custodisce la chiave di un tesoro incredibile.
Le ricchezze accumulate dai nazisti e finite nelle mani di Juan Domingo Perón sono state affidate a Mel dall'agonizzante Evita Perón; la costruzione di "Nuova Berlino" ha motivato gli epigoni del nazismo a recuperare il tesoro e organizzazioni criminali di mezzo mondo sono sulle tracce del vecchio soprano Luce De Bartolo.

## Edizioni
- Marco Buticchi, La voce del destino, collana La gaja scienza, Milano, Longanesi, 29 settembre 2011,  p. 531, ISBN 978-88-304-3197-3.
- Marco Buticchi, La voce del destino, Tea più, Milano, TEA, 31 gennaio 2019,  p. 618, ISBN 9788850252244.